# Crescente (Marvel Comics)
Crescente (Crescent no original) é uma heroina sul-coreana do Universo Marvel, que originalmente era exclusiva para jogo Marvel Future Fight da empresa sul coreana Netmarble Games,ate que em 2019 foi anunciada como uma dos membros  da nova formação dos Agentes de Altas, devido ao grande evento da guerra dos reinos, seu alter ego é Dan Bi.

## Biografia

### Criação
Crescente é a terceira personagem original criada para jogo Marvel Future Fight, introduzida ao panteão da editora. Outras incluem Sharon Rogers e Luna Snow.

### Historia
Dan Bi (Em coreano: 단 비) cresceu na Coreia do Sul,foi criada pelo seu pai que era solteiro, é após a morte da mãe de Dan Bi resolveu criar sua filha sozinho,ele era um grande negociante de antiguidades, apesar de justo foi obrigado a adquirir artefatos muito poderosos para a antiga feiticeira Morgan Le Fay. Até que um certo seu pai desapareceu de repente,em busca de repostas sobre desaparecimento do seu pai,ela encontrou em seu quarto uma máscara de urso,quando do nada vários soldados armados mandados por Morgan Le Fay invadiram sua casa,em busca da mascara, com muito medo ela orou pedindo proteção, sua oração fez com que o espírito da meia-lua que vinha da máscara fosse despertado, o nome desse espírito era IO,era uma figura espiritual na forma de um urso gigante, ela sentiu que eles tinham uma ligação logo tratou de fazer uma aliança com ele, nesta aliança eles juravam proteger um ao outro, daqueles que pudessem de alguma forma prejudicá-los, IO prometeu ajuda-la na Busca de respostas sobre o desaparecimento do pai de Dan Bi, está busca os levaria as sombras escuras e perigosas da feiticeira Morgan Le Fay.

## Habilidades
Ela é uma ótima lutadora e combatente de taekwondo, junto com IO costuma usa combinação de absorção de poderes mágicos, super-força e outras habilidades em batalha.